# Dmitri Walerjewitsch Lykin
Dmitri Walerjewitsch Lykin (russisch Дмитрий Валерьевич Лыкин; * 13. März 1974 in Omsk, Russische SFSR) ist ein ehemaliger russischer Sportschütze.

## Erfolge
Dmitri Lykin, der 1988 seine ersten professionellen Wettkämpfe im Sportschießen bestritt und für den Armeesportclub Omsk startete, nahm an drei Olympischen Spielen im Wettbewerb auf die Laufende Scheibe über die 10-Meter-Distanz teil. 1996 qualifizierte er sich in Atlanta mit 581 Punkten als Zweitplatzierter der Vorrunde für das Finale, lediglich Yang Ling hatte mit dem neuen Olympiarekord von 585 Punkten ein besseres Resultat geschafft. Im Finale selbst war Lykin mit 95,7 Punkten unter den acht Finalkonkurrenten der zweitschwächste Schütze und fiel dadurch, mit nunmehr 676,7 Gesamtpunkten, noch auf den fünften Rang zurück. Bei den Olympischen Spielen 2000 in Sydney musste er in der Qualifikation ins Stechen, nachdem er ebenso wie Manfred Kurzer und Andrés Felipe Torres 573 Punkte erzielt hatte. Die beiden besten Schützen des Stechens rückten als Siebter und Achter der Qualifikation ins Finale vor. Kurzer beendete das Stechen mit 99 Punkten vor Lykin, der auf 96 Punkte kam. Torres hatte mit 91 Punkten das Nachsehen und wurde damit Neunter, während Kurzer und Lykin das Finale erreichten. Lykin schloss das Finale mit 98,7 Punkten ab, dem viertbesten Finalresultat, und belegte so erneut den fünften Gesamtrang. Auch 2004 in Athen gelang ihm die Finalqualifikation. Mit 584 Punkten wurde er hinter Manfred Kurzer, der mit 590 Punkten einen neuen Weltrekord erzielte, Zweiter. Kurzer behauptete im Finale seine Führung und wurde Olympiasieger, während Lykin, der 93,1 Punkte im Finale erzielte, noch von seinem Landsmann Alexander Blinow überholt wurde und damit die Bronzemedaille gewann.
1998 sicherte sich Dmitri Lykin in Barcelona im Mannschaftswettbewerb auf die Laufende Scheibe mit Bronze seine erste Medaille bei Weltmeisterschaften. Vier Jahre darauf gewann er in Lahti seine einzige Medaille in einem Einzelwettkampf bei Weltmeisterschaften, als er auf die Laufende Scheibe Weltmeister wurde.  Auch im Mix-Wettbewerb mit der Mannschaft sicherte er sich 2002 den Titelgewinn, während er in den Mannschaftskonkurrenzen auf die Laufende Scheibe Silber und auf den Laufenden Keiler im gemischten Lauf Bronze gewann. Bei den Weltmeisterschaften 2006 in Zagreb wurde Lykin im Mannschaftswettbewerb auf die Laufende Scheibe Weltmeister. In der Disziplin Laufender Keiler gewann er mit der Mannschaft im Standard-Wettbewerb die Bronzemedaille, im gemischten Lauf wurde er mit ihr Vizeweltmeister. 1998 in Tallinn, 1999 in Arnhem und 2002 in Thessaloniki wurde Lykin auf die Laufende Scheibe über die 10-Meter-Distanz Einzel-Europameister.
Dmitri Lykin ist verheiratet.